# Show da Cidade
Programa da TV Globo carioca apresentado por Edna Savaget, jornalista conhecida no Rio e Elisângela, que apresentou o programa "Essa Gente Inocente" na TV Excelsior Rio de Janeiro e tinha apenas 13 anos. O programa foi bem recebido pelo público, com quadros como o que pessoas que estavam procurando emprego podiam se oferecer gratuitamente pela televisão, bastando para isso que comparecessem ao estúdio no horário do programa, explicando na tela suas qualificações. Também contava com um quadro que era um telejornal infantil e encerrava com uma mesa redonda de jornalistas entrevistando um convidado por dia. É considerado o predecessor do Jornal Hoje.